# Christina Rost
Christina Rost (* 14. August 1952 in Chemnitz; geb.: Christina Mäbert) ist eine deutsche Handballspielerin.
Christina Rost spielte von 1968 bis 1985 für den SC Leipzig als Kreisläuferin. Mit diesem gewann sie ab 1972 sechs DDR-Meisterschaften und 1974 den Europapokal der Landesmeister, der höchste Wettbewerb für Handball-Vereinsmannschaften in Europa.
Von 1974 bis 1980 spielte Rost für die Frauen-Handballnationalmannschaft der DDR und erzielte insgesamt 161 Tore in 170 Länderspieleinsätzen. Ihre größten Erfolge im Auswahlteam der DDR waren der Gewinn der Weltmeisterschaften 1975 und 1978, die olympische Silbermedaille 1976 in Montréal und vier Jahre später die Bronzemedaille in Moskau. Für ihre sportlichen Erfolge wurde sie 1976 und 1979 mit dem Vaterländischen Verdienstorden in Bronze sowie 1984 in Silber ausgezeichnet.
Sie ist mit Handball-Olympiasieger Peter Rost verheiratet. Ihr gemeinsamer Sohn Frank war Fußballtorwart und ist heute als Sportfunktionär tätig.